# کوتامبه
کوتامبه (به لاتین: Kotambe) یک منطقهٔ مسکونی در سری‌لانکا است که در استان مرکزی (سری‌لانکا) واقع شده‌است.